# Preda Mihăilescu
Preda V. Mihăilescu, né le 23 mai 1955 à Bucarest, est un mathématicien roumain connu pour sa démonstration de la conjecture de Catalan. 

## Biographie
Il est le frère de l'anthropologue Vintilă Mihăilescu (en). 
Après avoir quitté la Roumanie en 1973, il s'installe en Suisse. Il étudie les mathématiques et l'informatique à Zurich. Il reçoit son doctorat à l'École polytechnique fédérale de Zurich en 1997 : sa thèse, intitulée Cyclotomy of rings and primality testing, est dirigée par Erwin Engeler (en) et Hendrik Lenstra. 
Pendant plusieurs années, il est chercheur à l'université de Paderborn, en Allemagne. Depuis 2005, il est professeur à l'université de Göttingen, en Allemagne.
En 2002, Mihăilescu démontre la conjecture de Catalan ; sa démonstration est publiée en 2004. Cette conjecture, formulée par Eugène Charles Catalan en 1844, est donc aussi parfois nommée le théorème de Mihăilescu.
En 2009, Mihăilescu annonce qu'il avait démontré la conjecture de Leopoldt.